# Campeonato Carioca 1912
In 1912 werd het zevende Campeonato Carioca gespeeld voor voetbalclubs uit de Braziliaanse stad Rio de Janeiro, die toen de hoofdstad was. Botafogo had de competitie verlaten van de organiserende LMSA (Liga Metropolitana de Sports Athléticos) en richtte een nieuwe bond, de Associação de Football do Rio de Janeiro (AFRJ).
De competitie van de LMSA werd gespeeld van 3 mei tot 1 november en werd gewonnen door Paysandu. De competitie van de AFRJ werd gespeeld van 12 mei tot 27 oktober en werd gewonnen door Botafogo. Beide competities worden als officieel beschouwd. 

## LMSA
| Plaats | Club             | Wed. | W  | G | V  | Saldo | Ptn. |
| ------ | ---------------- | ---- | -- | - | -- | ----- | ---- |
| 1.     | Paysandu         | 14   | 11 | 2 | 1  | 64:13 | 24   |
| 2.     | Flamengo         | 14   | 10 | 2 | 2  | 65:16 | 22   |
| 3.     | America          | 14   | 9  | 2 | 3  | 37:16 | 20   |
| 4.     | Rio Cricket      | 14   | 7  | 3 | 4  | 29:19 | 17   |
| 5.     | Fluminense       | 14   | 7  | 2 | 5  | 27:25 | 16   |
| 6.     | Bangu            | 14   | 2  | 1 | 11 | 24:51 | 5    |
| 6.     | São Cristóvão AC | 14   | 2  | 1 | 11 | 10:46 | 5    |
| 8.     | Mangueira        | 14   | 1  | 1 | 12 | 10:79 | 3    |

|  | Kampioen |

| Campeonato Carioca de 1912   |
| Rio de Janeiro               |
| ---------------------------- |
| Paysandu Kampioen (1° titel) |

## AFRJ

### Eerste ronde
| Plaats | Club          | Wed. | W | G | V | Saldo | Ptn. |
| ------ | ------------- | ---- | - | - | - | ----- | ---- |
| 1.     | Americano     | 5    | 5 | 0 | 0 | 28:7  | 10   |
| 2.     | Botafogo      | 5    | 4 | 0 | 1 | 21:5  | 8    |
| 3.     | Paulistano    | 5    | 2 | 1 | 2 | 9:12  | 5    |
| 4.     | Germânia      | 5    | 1 | 1 | 3 | 8:16  | 3    |
| 5.     | Cattete       | 5    | 1 | 0 | 4 | 8:14  | 2    |
| 5.     | Internacional | 5    | 1 | 0 | 4 | 3:23  | 2    |
| 7.     | Petropolitano | 3    | 1 | 1 | 1 | 9:4   | 3    |

Petropolitano trok zich na drie wedstrijden terug.
|  | Teruggetrokken |

### Tweede ronde
| Plaats | Club          | Wed. | W | G | V | Saldo | Ptn. |
| ------ | ------------- | ---- | - | - | - | ----- | ---- |
| 1.     | Botafogo      | 10   | 9 | 0 | 1 | 41:6  | 18   |
| 2.     | Americano     | 10   | 8 | 1 | 1 | 46:12 | 17   |
| 3.     | Paulistano    | 10   | 4 | 2 | 4 | 17:26 | 10   |
| 4.     | Germânia      | 10   | 3 | 1 | 6 | 12:33 | 7    |
| 5.     | Cattete       | 10   | 3 | 0 | 7 | 16:21 | 6    |
| 6.     | Internacional | 10   | 1 | 0 | 9 | 6:40  | 2    |

|  | Kampioen |

### Kampioen
| Campeonato Carioca de 1912   |
| Rio de Janeiro               |
| ---------------------------- |
| BOTAFOGO Kampioen (3° titel) |